# Heilig-Blut-Kirche
Heiligblutkirche steht für dem Heiligen Blut (dem Blut Christi) geweihte Gotteshäuser. Patrozinium ist der 1. Juli.

## Deutschland
- Zum Heilgen Blut Christi in Armsheim, Landkreis Alzey-Worms, Rheinland-Pfalz
- Wunderblutkirche (Bad Wilsnack), Brandenburg
- Wunderblutkapelle (Beelitz), Brandenburg
- Katholische Wallfahrtskirche zum Heiligen Blut, Burgwindheim, Bayern
- Kostbares Blut Christi (Dörentrup), Nordrhein-Westfalen, erbaut 1962/63, 2003 abgebrochen
- Heilig-Blut-Kapelle in der Münsterkirche St. Alexandri (Einbeck), Niedersachsen
- Heilig Blut (Einsbach), Bayern
- Heilig Blut (Elbach), Bayern
- Heilig Blut (Altenerding) in Erding, Bayern
- Hl. Blut (Iphofen), Wallfahrtskirche in Iphofen, Bayern
- Heilig Blut (Landshut), Bayern
- Heilig Blut (München), Bayern
- Hl. Blut (Rinning), Bayern
- Wallfahrtskirche Hl. Blut am Wasen in Rosenheim, Bayern
- Kappelkirche, Wallfahrtskirche Heilig Blut (Kappelkirche) in Unterammergau, Bayern
- Zum kostbaren Blut, Marquartstein, Bayern
- Heilig Blut (Umrathshausen), Bayern
- Zum kostbaren Blut (Weikersheim), Baden-Württemberg
- Zum kostbaren Blut Christi (Vaterstetten)

## Österreich
Kärnten
- Heiligblutkirche Friesach
- Pfarrkirche Klagenfurt-Annabichl

Niederösterreich
- Filialkirche Pulkau

Salzburg-Land
- Parscher Pfarrkirche Zum Kostbaren Blut

Steiermark
- Grazer Stadtpfarrkirche
- Heiligenblutkirche Voitsberg
- Filialkirche Seewiesen

Wien
- Pfarrkirche Gartenstadt in Floridsdorf

## Weitere
- Heilig-Blut-Basilika, Brügge, Belgien
- Westminster Cathedral, London, Großbritannien
- Preziosissimo Sangue di Nostro Signore Gesù Cristo, Rom, Italien
- Heilig-Blut-Kathedrale, Jekaterinburg, Russland
- Heiligblut-Kapelle in Willisau, Schweiz
- Heiligblutkapelle Prag, Tschechien